# Szitkárszerűek
A szitkárszerűek (Sesioidea) a rovarok (Insecta) osztályán belül a lepkék (Lepidoptera) rendjének egyik öregcsaládja.

## Rendszertani felosztásuk
Az öregcsaládba az alábbi családok tartoznak:
- Szitkárfélék avagy üvegszárnyú lepkék (Sesiidae)
- Pusztamolyfélék (Brachodidae avagy Atychiidae)
- Levélmolyfélék (Choreutidae)
- Nyárfamolyfélék (Urodidae)